# والتا
والِتا (Valletta) پایتخت کشور اروپایی مالت است. این پایتخت کم جمعیت اروپایی بر اساس آمارگیری سال ۲۰۰۰ حدود ۷۰۴۸ نفر سکنه دارد. شهر والتا در میان مردم مالت ایل بلت نامیده می‌شود که معنی شهر را می‌دهد. شهر والتا آثار زیادی از قرن شانزدهم در خود دارد و از سوی یونسکو به عنوان میراث جهانی برگزیده شد. این شهر را ژان پاریزو دو ولت، سرکردهٔ شوالیه‌های هوسپیتالر در تاریخ ۲۸ مارس ۱۵۶۶ بنیاد کرده‌است.

## تاریخچه
ساخت یک شهر بر شبه جزیره به دست شوالیه‌های هوسپیتالر تا سال ۱۵۲۴ میلادی پیشنهاد شده بود و تا قبل از آن تنها ساختمان بر روی شبه جزیره یک برج دیدبانی کوچک بود که در سال ۱۴۸۸ میلادی ساخته شده بود. در سال ۱۵۵۲ میلادی برج دیدبانی ویران شد و به جای آن قلعه سنت المو ساخته شد. در سال ۱۵۵۶ میلادی با محاصره بزرگ مالت، قلعه سنت المو به دست امپراتوری عثمانی سقوط کرد اما شوالیه‌ها با کمک نیروهای سیسلیایی و اسپانیایی سرانجام پیروز شدند. استاد بزرگ، ژان پاریزو دو ولت به سرعت تصمیم به ساخت یک شهر مستحکم بر روز شبه جزیره بسازد و شهر نام او یعنی والتا را نیز گرفت.
استاد بزرگ درخواست کمک از بسیاری از کشورهای اروپایی کرد و به علت شهرتشان در شکست دادن سربازان عثمانی، کمک بسیاری برای ساخت شهر گرفتند.
دو ولت به دلیل سکته در ۲۱ اوت سال ۱۵۶۸ میلادی فوت کرد و هرگز کامل شدن ساخت شهر را به چشم ندید. او هم‌اکنون در کلیسای سنت جان همراه با دیگر استادهای بزرگ در آرامش خوابیده‌است.
فرانچسکو لاپارلی طراح شهر بود و نقشه او از معماری سده میانی ای مالتی برگرفته بود. او بر روی یک طرح مشبک شهر مثلثی شهر را طراحی کرد. خیابان‌ها طوری طراحی شده بودند که باز و صاف باشند به طوری که از دروازه اصلی شهر آغاز می‌شد و در قلعه سنت المو به پایان می‌رسید. دستیار او گیرولامو کازار بود که پس از مرگ لاپارلی در سال ۱۵۷۰ میلادی پایان ساخت شهر را تماشا کرد.
ساخت شهر در اوایل دهه ۱۵۷۰ میلادی به پایان رسید و در تاریخ ۱۸ مارس ۱۵۷۰ میلادی پایتخت گشت.

### دوران اشغال فرانسه و حکم رانی بریتانیا
در سال ۱۷۹۸ میلادی، امپراتوری فرانسه جزیره را فتح و شوالیه‌ها را تبعید نمودند. پس از شورش مالتی‌ها، تا سپتامبر ۱۸۰۰ میلادی جزوی از امپراتوری فرانسه بودند و پس از آن تبدیل به خاک امپراتوری بریتانیا گشت. در اوایل قرن ۱۹ام میلادی، فرمانده انگلیسی هنری پیگوت دستور ویران کردن مستحکمات شهر والتا را داد.
سرانجام ساخت و ساز زیر نظر انگلستان دوباره شروع شد. این ساخت و سازها شامل دروازه‌ها، ویران کردن و دوباره سازی مستحکمات بودند. راه‌آهن مالت که والتا را به بخش مدینا متصل می‌نمود در سال ۱۸۸۳ میلادی ساخته گشت. این راه‌آهن در سال ۱۹۳۱ به خاطر محبوبیت اتوبوس‌ها تعطیل گشت.
در سال ۱۹۳۹ میلادی در جنگ جهانی دوم والتا که مرکز ناوگان مدیترانه بود به علت نزدیکی به ایتالیا و آسیب‌پذیری رها شد. یورش‌های هوایی ایتالیا و آلمان خرابی‌های بسیاری به بار آورد. خانه اوپرا سلطنتی والتا که در قرن ۱۹ام میلادی ساخته شده بود از جمله ساختمان‌هایی بودند که در یورش‌های آلمان و ایتالیا از بین رفتند.

### امروزه
در سال ۱۹۸۰ میلادی، ۲۴امین المپیاد شطرنج در والتا صورت گرفت.
تمام شهر به عنوان میراث جهانی یونسکو در سال ۱۹۸۰ میلادی ثبت شد.
والتا در سال ۲۰۱۸ پایتخت فرهنگی اروپا بود.

## حکومت

### حکومت محلی
شورای محلی والتا همراه با دیگر شوراهای محلی در سال ۱۹۹۳ بنیان‌گذاری شد. اولین انتخابات در سال ۱۹۹۳ برگزار شد و دیگر انتخابات به ترتیب در سال‌های ۱۹۹۶، ۱۹۹۹، ۲۰۰۲، ۲۰۰۵، ۲۰۰۸، ۲۰۱۳و ۲۰۱۷ برگزار شدند. شورای کنونی در سال ۲۰۱۹ انتخاب شد و ساختمان آن در خیابان جنوبی است.

### حکومت ملی
والتا پایتخت مالت استو از زمان استقلال به عنوان قطب اجرایی و تجاری مالت عمل می‌کرده‌است. پارلمان مالت در ساختمان پارلمان نزدیک به ورودی شهر واقع شده‌است.

## جغرافیا
شبه جزیره والتا دو بندر طبیعی دارد، مارسامچت و بندر بزرگ (بندر والتا). بندر بزرگ، بندر اصلی مالت است، با اسکله‌هایی برای بارگذاری در شهر نزدیک مارسا واقع شده‌اند.

### آب و هوا
والتا یک نوع آب و هوای مدیترانه ای گرم تابستانی را تجربه می‌کند که شامل تابستان‌های نسبتاً طولانی، گرم و خشک و زمستان‌های ملایم و بارانی می‌شود. والتا فاقد بارش در تابستان و برخلاف آن پر از ته‌نشینی و بارش در زمستان است. ایستگاه اصلی ثبت دما و آب و هوا در والتا فرودگاه لوکا است که چند مایل با والتا فاصله دارد. دمای متوسط متوسط از حدود ۱۶ درجه سانتیگراد (۶۱ درجه فارنهایت) در ژانویه تا حدود ۳۲ درجه سانتیگراد (۹۰ درجه فارنهایت) در ماه اوت است، در حالی که میانگین درجه حرارت پایین از حدود ۱۰ درجه سانتیگراد (۵۰ درجه فارنهایت) در ژانویه تا ۲۳ درجه سانتیگراد است (۷۳ درجه فارنهایت) در اوت می‌باشد.

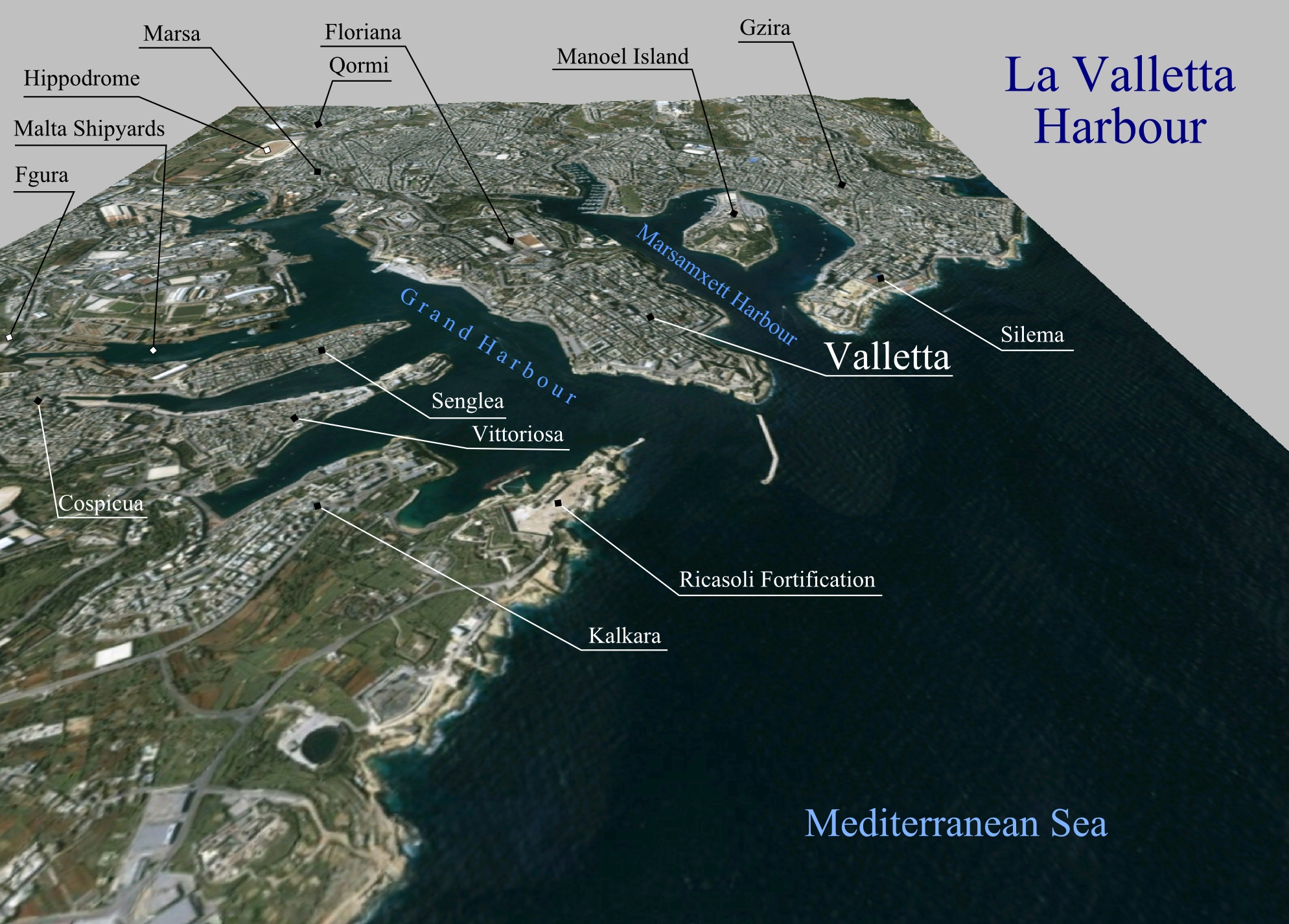
نمای ماهواره ای از والتا و دو بندر آن

| داده‌های اقلیم Luqa Airport, Malta 1981–2010 (Records 1947–present)                  | داده‌های اقلیم Luqa Airport, Malta 1981–2010 (Records 1947–present) | داده‌های اقلیم Luqa Airport, Malta 1981–2010 (Records 1947–present) | داده‌های اقلیم Luqa Airport, Malta 1981–2010 (Records 1947–present) | داده‌های اقلیم Luqa Airport, Malta 1981–2010 (Records 1947–present) | داده‌های اقلیم Luqa Airport, Malta 1981–2010 (Records 1947–present) | داده‌های اقلیم Luqa Airport, Malta 1981–2010 (Records 1947–present) | داده‌های اقلیم Luqa Airport, Malta 1981–2010 (Records 1947–present) | داده‌های اقلیم Luqa Airport, Malta 1981–2010 (Records 1947–present) | داده‌های اقلیم Luqa Airport, Malta 1981–2010 (Records 1947–present) | داده‌های اقلیم Luqa Airport, Malta 1981–2010 (Records 1947–present) | داده‌های اقلیم Luqa Airport, Malta 1981–2010 (Records 1947–present) | داده‌های اقلیم Luqa Airport, Malta 1981–2010 (Records 1947–present) | داده‌های اقلیم Luqa Airport, Malta 1981–2010 (Records 1947–present) |
| ماه                                                                                 | ژانویه                                                             | فوریه                                                              | مارس                                                               | آوریل                                                              | مه                                                                 | ژوئن                                                               | ژوئیه                                                              | اوت                                                                | سپتامبر                                                            | اکتبر                                                              | نوامبر                                                             | دسامبر                                                             | سال                                                                |
| ----------------------------------------------------------------------------------- | ------------------------------------------------------------------ | ------------------------------------------------------------------ | ------------------------------------------------------------------ | ------------------------------------------------------------------ | ------------------------------------------------------------------ | ------------------------------------------------------------------ | ------------------------------------------------------------------ | ------------------------------------------------------------------ | ------------------------------------------------------------------ | ------------------------------------------------------------------ | ------------------------------------------------------------------ | ------------------------------------------------------------------ | ------------------------------------------------------------------ |
| سابقهٔ بیش‌ترین °C (°F)                                                               | ۲۲٫۲ (۷۲)                                                          | ۲۶٫۷ (۸۰)                                                          | ۳۳٫۵ (۹۲)                                                          | ۳۰٫۷ (۸۷)                                                          | ۳۵٫۳ (۹۶)                                                          | ۴۰٫۱ (۱۰۴)                                                         | ۴۲٫۷ (۱۰۹)                                                         | ۴۳٫۸ (۱۱۱)                                                         | ۳۷٫۴ (۹۹)                                                          | ۳۴٫۵ (۹۴)                                                          | ۲۸٫۲ (۸۳)                                                          | ۲۴٫۳ (۷۶)                                                          | ۴۳٫۸ (۱۱۱)                                                         |
| میانگین بیش‌ترین °C (°F)                                                             | ۱۵٫۶ (۶۰)                                                          | ۱۵٫۶ (۶۰)                                                          | ۱۷٫۳ (۶۳)                                                          | ۱۹٫۸ (۶۸)                                                          | ۲۴٫۱ (۷۵)                                                          | ۲۸٫۶ (۸۳)                                                          | ۳۱٫۵ (۸۹)                                                          | ۳۱٫۸ (۸۹)                                                          | ۲۸٫۵ (۸۳)                                                          | ۲۵٫۰ (۷۷)                                                          | ۲۰٫۷ (۶۹)                                                          | ۱۷٫۱ (۶۳)                                                          | ۲۳٫۰ (۷۳)                                                          |
| میانگین روزانه °C (°F)                                                              | ۱۲٫۸ (۵۵)                                                          | ۱۲٫۵ (۵۵)                                                          | ۱۳٫۹ (۵۷)                                                          | ۱۶٫۱ (۶۱)                                                          | ۱۹٫۸ (۶۸)                                                          | ۲۳٫۹ (۷۵)                                                          | ۲۶٫۶ (۸۰)                                                          | ۲۷٫۲ (۸۱)                                                          | ۲۴٫۷ (۷۶)                                                          | ۲۱٫۵ (۷۱)                                                          | ۱۷٫۷ (۶۴)                                                          | ۱۴٫۴ (۵۸)                                                          | ۱۹٫۳ (۶۷)                                                          |
| میانگین کم‌ترین °C (°F)                                                              | ۹٫۹ (۵۰)                                                           | ۹٫۴ (۴۹)                                                           | ۱۰٫۶ (۵۱)                                                          | ۱۲٫۴ (۵۴)                                                          | ۱۵٫۵ (۶۰)                                                          | ۱۹٫۱ (۶۶)                                                          | ۲۱٫۷ (۷۱)                                                          | ۲۲٫۶ (۷۳)                                                          | ۲۰٫۸ (۶۹)                                                          | ۱۸٫۱ (۶۵)                                                          | ۱۴٫۶ (۵۸)                                                          | ۱۱٫۶ (۵۳)                                                          | ۱۵٫۵ (۶۰)                                                          |
| سابقهٔ کم‌ترین °C (°F)                                                                | ۱٫۴ (۳۵)                                                           | ۱٫۷ (۳۵)                                                           | ۲٫۲ (۳۶)                                                           | ۴٫۴ (۴۰)                                                           | ۸٫۰ (۴۶)                                                           | ۱۲٫۶ (۵۵)                                                          | ۱۵٫۵ (۶۰)                                                          | ۱۵٫۹ (۶۱)                                                          | ۱۳٫۲ (۵۶)                                                          | ۸٫۰ (۴۶)                                                           | ۵٫۰ (۴۱)                                                           | ۲٫۱ (۳۶)                                                           | ۱٫۴ (۳۵)                                                           |
| بارندگی میلی‌متر (اینچ)                                                              | ۹۸٫۵ (۳٫۸۸)                                                        | ۶۰٫۱ (۲٫۳۷)                                                        | ۴۴٫۲ (۱٫۷۴)                                                        | ۲۰٫۷ (۰٫۸۱)                                                        | ۱۶٫۰ (۰٫۶۳)                                                        | ۴٫۶ (۰٫۱۸)                                                         | ۰٫۳ (۰٫۰۱)                                                         | ۱۲٫۸ (۰٫۵)                                                         | ۵۸٫۶ (۲٫۳۱)                                                        | ۸۲٫۹ (۳٫۲۶)                                                        | ۹۲٫۳ (۳٫۶۳)                                                        | ۱۰۹٫۲ (۴٫۳)                                                        | ۵۹۵٫۸ (۲۳٫۴۶)                                                      |
| درصد رطوبت                                                                          | ۷۹                                                                 | ۷۹                                                                 | ۷۹                                                                 | ۷۷                                                                 | ۷۴                                                                 | ۷۱                                                                 | ۶۹                                                                 | ۷۳                                                                 | ۷۷                                                                 | ۷۸                                                                 | ۷۷                                                                 | ۷۹                                                                 | ۷۶                                                                 |
| میانگین روزانه ساعت‌های تابش آفتاب                                                   | ۱۵۹٫۰                                                              | ۱۷۱٫۰                                                              | ۲۲۴٫۰                                                              | ۲۴۷٫۰                                                              | ۳۰۰٫۰                                                              | ۳۲۸٫۰                                                              | ۳۶۵٫۰                                                              | ۳۳۸٫۰                                                              | ۲۶۰٫۰                                                              | ۲۲۱٫۰                                                              | ۱۸۵٫۰                                                              | ۱۵۶٫۰                                                              | ۲٬۹۵۴                                                              |
| منبع شماره ۱: Meteo Climate (1981-2010 Data)                                        |                                                                    |                                                                    |                                                                    |                                                                    |                                                                    |                                                                    |                                                                    |                                                                    |                                                                    |                                                                    |                                                                    |                                                                    |                                                                    |
| منبع شماره ۲: German Meteorological Service (sunshine duration 1961-1990) NSO Malta |                                                                    |                                                                    |                                                                    |                                                                    |                                                                    |                                                                    |                                                                    |                                                                    |                                                                    |                                                                    |                                                                    |                                                                    |                                                                    |

## آموزش
دانشگاه مالت در ساختمان قدیمی دانشگاه جای گرفته‌است و خدماتی برای استادان جهانی نیز ارائه می‌دهد.
یک مدرسه کاتولیک، سنت آلبرت بزرگ در والتا نیز قرار دارد.